# Neukirchen (Assia)
Neukirchen è un comune tedesco di 7 026 abitanti situato nel land dell'Assia.